# Har du ankarfäste
Har du ankarfäste är en sång med text av Priscilla Jane Owens från 1888, översatt 1905 av John Appelberg. Musikens är komponerad av William J. Kirkpatrick.

## Publicerad i
- Frälsningsarméns sångbok 1968 som nr 382 under rubriken "Det Kristna Livet - Erfarenhet och vittnesbörd".
- Frälsningsarméns sångbok 1990 som nr 548 under rubriken "Erfarenhet och vittnesbörd".